# 莱桑格勒 (东比利牛斯省)
莱桑格勒（法語：Les Angles，法語發音：[lez‿ɑ̃ɡl] ⓘ）是法国东比利牛斯省的一个市镇，属于普拉德区。

## 地理
莱桑格勒（42°34'40"N, 2°4'28"E）面积43.2 平方千米，位于法国奧克西塔尼大區东比利牛斯省，该省份为法国大陆部分最南部的省份，涵盖了北加泰罗尼亚，北起奥德省，西接阿列日省和安道尔，南与西班牙接壤，东临地中海。
与莱桑格勒接壤的市镇（或旧市镇、城区）包括：博尔凯尔、昂古斯特里讷-埃斯卡尔德新城、福尔米盖尔、马特马勒、拉亚戈讷。
莱桑格勒的时区为UTC+01:00、UTC+02:00（夏令时）。

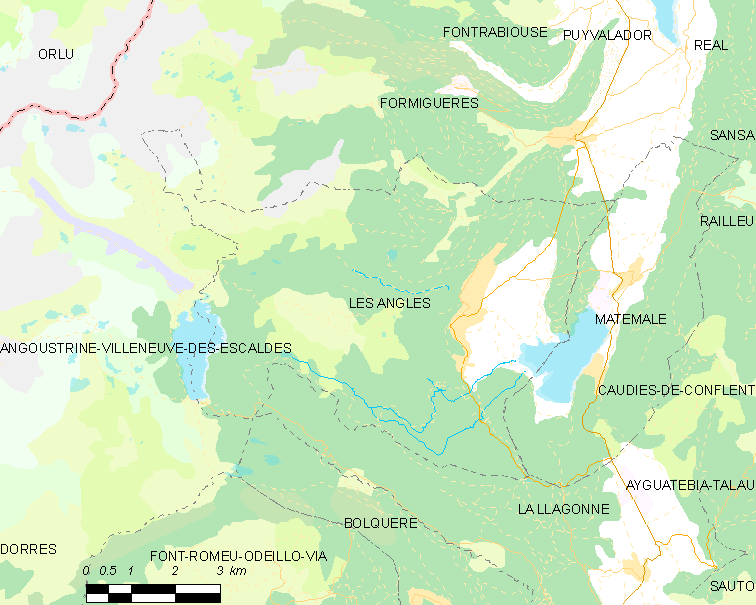
莱桑格勒的OSM定位图

## 行政
莱桑格勒的邮政编码为66210，INSEE市镇编码为66004。

## 政治
莱桑格勒所属的省级选区为加泰罗尼亚比利牛斯县。

## 人口

1962-2008年间莱桑格勒人口变化图示

莱桑格勒于2022年1月1日时的人口数量为584人。